# Elias Bouman

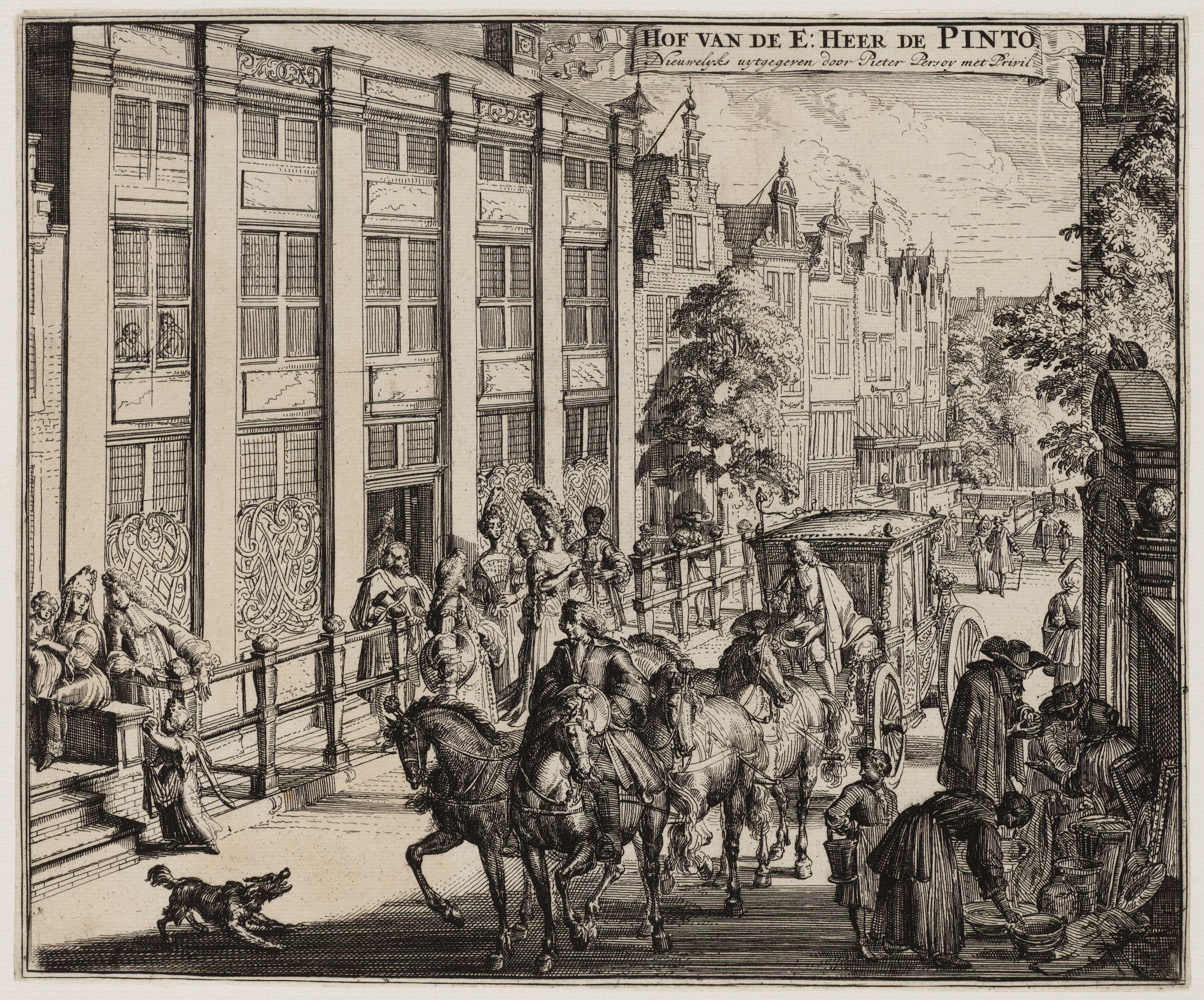
Huis De Pinto, gravure van Romeijn de Hooghe; circa 1690. Bron: bma.amsterdam.nl.

Elias Bouman (1636-1686) was een Amsterdams bouwmeester.

## Werk
Het belangrijkste gebouw dat Elias Bouman op zijn naam heeft staan, is de Portugees-Israëlietische Synagoge (1670/75) aan het Mr. Visserplein. Bouman was in de kring van de joden een goede bekende. Zijn carrière was begonnen met de bouw van de Grote Sjoel (1670/71) aan het Jonas Daniël Meijerplein, dat onder toezicht stond van stadsbouwmeester Daniël Stalpaert.
Woonhuizen ontworpen door Elias Bouman zijn: Amstel 224-226 (1672), Sint Antoniesbreestraat 69 (het Huis De Pinto, ±1680). Het Huis De Pinto is genoemd naar de familie De Pinto, een rijk Portugees-joods geslacht van kooplieden en bankiers. De Pinto's waren de Rothschilds van het 17e-eeuwse Amsterdam. Het komt bijna nooit voor dat een rijk huis als het Huis De Pinto in een straat staat in plaats van op een gracht. Het Huis De Pinto is dus wel een patriciërshuis, maar geen grachtenhuis.